# Escafismo
Escafismo (do grego antigo σκάϕη, que significa "barco"), também conhecido como suplício dos botes, é um suposto antigo método de execução do Império Aquemênida mencionado por Plutarco em sua obra A Vida de Artaxerxes. Ostensivamente envolvia prender a vítima entre dois barcos, alimentá-los e cobri-los com leite e mel, e permitir que eles apodrecessem e fossem devorados por insetos e outros vermes até sua morte.

## Descrições históricas
A primeira menção ao escafismo é a descrição de Plutarco da execução do soldado Mitrídates, dada como punição pelo rei Artaxerxes II por matar seu irmão Ciro, o Jovem, que se rebelou na tentativa de reivindicar o trono do Império Aquemênida:
[O rei] decretou que Mitrídates deveria ser morto em barcos; cuja execução se dá da seguinte maneira: dois barcos conectados exatamente para encaixar e responder um ao outro, onde deitavam em um deles o malfeitor que sofria de costas; então, cobriram-no com o outro barco e colocaram-no de modo que a cabeça, as mãos e os pés dele ficassem do lado de fora, enquanto o resto do corpo ficava preso dentro, eles lhe ofereciam comida, e se ele se recusasse a comê-la, eles o forçavam a fazê-lo cutucando seus olhos; então, depois que ele comeu, eles o encharcaram com uma mistura de leite e mel, derramando não apenas em sua boca, mas em todo o rosto. Eles então mantinham seu rosto continuamente voltado para o Sol; ele ficava completamente coberto e escondido pela multidão de moscas que pousaram sobre ele. E como dentro dos barcos ele fazia o que os que comem e bebem devem fazer, coisas rastejantes e vermes brotam da corrupção e podridão dos excrementos, e estes entram em suas entranhas, seu corpo é consumido. Quando o homem está manifestamente morto, o barco mais alto é retirado e eles encontram sua carne devorada, com enxames de criaturas tão nojentas atacando e, por assim dizer, crescendo em suas entranhas. Desta forma, Mitrídates, depois de sofrer por dezessete dias, finalmente morreu.— Plutarco, A Vida de Artaxerxes
João Zonaras, um cronista bizantino do século XII, descreveu mais tarde a punição, com base em Plutarco:
Os persas rivalizavam todos os outros bárbaros na horrível crueldade de suas punições, empregando métodos de tortura peculiarmente terríveis e duradouros, chamados de ‘suplício dos botes’ e a costura das peles dos homens. Mas o que se entende pelos ‘botes’ eu tenho de explicar para os leitores menos informados. Dois botes são unidos um sobre o outro, com buracos neles feitos de tal maneira que cabeça, mãos e pés da vítima ficam do lado de fora. Dentro destes botes os homens a serem punidos são deitados com as costas para baixo, e os botes são então unidos e fixos com pregos. Em seguida, eles colocam uma mistura de leite e mel dentro da boca do homem até o ponto em que ele comece a ter náuseas, sujando seu rosto, pés e braços com a mesma mistura, e então o deixam exposto ao sol. Isto se repete todos os dias, de modo que o doce atrai moscas, vespas e abelhas, e estas ficam sobre seu rosto e demais partes que estão para fora dos botes, e miseravelmente tormentam o homem. A seguir sua barriga, inchada pelo leite e mel, começa a expelir excrementos líquidos, e estes apodrecem e juntam-se vermes de todo tipo. De modo que a vítima presa entre os botes, sua carne apodrecendo em seus próprios excrementos e sendo devorada por vermes, tem uma morte horrível e prolongada.— João Zonaras